# Liste der Bodendenkmale in Suderburg
In der Liste der Bodendenkmale in Suderburg sind alle Bodendenkmale der niedersächsischen Gemeinde Suderburg aufgelistet. Die Quelle ist der Denkmalatlas Niedersachsen. Der Stand der Liste ist der 12. Juni 2024.

## Allgemein
In den Spalten finden sich folgende Informationen des Bodendenkmales :
- Lage        : geographische Koordinaten
- Bezeichnung : Bezeichnung lt. Denkmalatlas
- Beschreibung: Beschreibung lt. Denkmalatlas
- ID          : Objekt-ID
- Bild        : Bild, ggf. zusätzlich mit Link zu weiteren Fotos im Medienarchiv Wikimedia Commons.

## Bahnsen
| Lage                         | Bezeichnung           | Beschreibung | ID       | Bild |
| ---------------------------- | --------------------- | --- | -------- | ---- |
| 52° 55′ 52″ N, 10° 22′ 57″ O | Bahnsen 5, Grabhügel  | Flach gewölbter Grabhügel mit Dm. von ca. 12 m und H. von ca. 1 m. | 32206470 | BW   |
| 52° 55′ 13″ N, 10° 22′ 58″ O | Bahnsen 8, Landwehr   | Landwehr von ehemals (laut Kurhannoverscher Landesaufnahme, Blatt 92, von 1777) mindestens 1,2 km Länge. Erhalten sind heute in Waldparzellen in der Gmkg. Bahnsen drei Abschnitte von 280, 200 und 50 m Länge. Die Wallbreite beträgt 5-6 m, die Wallhöhe 0,5 bis 0,7 m. Nach Süden ist jeweils ein Graben von 3 bis 5 m Breite und einer Tiefe von 0,3 bis 0,4 m vorgelagert, im östlichsten Teilstück ist dieser nicht mehr erkennbar. Die Landwehr sperrte wichtige Wegeverbindungen, u.a. den Celler Weg. | 33802552 | BW   |
| 52° 54′ 53″ N, 10° 23′ 26″ O | Bahnsen 10, Grabhügel | Gleichmäßig geformter, flach gewölbter Rundhügel mit Dm. von ca. 13 m und H. von ca. 0,6 m. | 32206605 | BW   |
| 52° 54′ 51″ N, 10° 23′ 19″ O | Bahnsen 11, Grabhügel | Sehr flacher, gleichmäßig geformter Rundhügel mit Dm. von ca. 13 m und H. von ca. 0,3 m. | 32208746 | BW   |

## Böddenstedt
| Lage                         | Bezeichnung                  | Beschreibung | ID       | Bild |
| ---------------------------- | ---------------------------- | --- | -------- | ---- |
| 52° 56′ 43″ N, 10° 25′ 55″ O | Böddenstedt 1, Grabhügel     | Hufeisenförmiger Rest eines ehemalig sehr großen Rundhügels mit einem Dm. von ca. 23 m und einer H. von noch 1,7 m. Der Hügelrand ist deutlich vom umliegenden Gelände abgesetzt.                                                  | 32206980 | BW   |
| 52° 56′ 12″ N, 10° 25′ 55″ O | Böddenstedt 2, Grabhügelfeld | 5 Grabhügel mit Durchmessern von 13,00 - 15,00 Metern und Höhen von 0,60 - 1,00 Meter. Die Hügel FStNr. 4 und 6 sind stark zerstört. Der Hügel FStNr. 5 ist obertägig nicht mehr auffindbar.                                       | 32206607 | BW   |
| 52° 56′ 11″ N, 10° 25′ 53″ O | Böddenstedt 2, Grabhügel     | Kleiner, niedriger Hügel mit Dm. von 11 m und H. von 0,3 m. Hügelränder laufen sanft in das umliegende Gelände aus. | 32208811 | BW   |
| 52° 56′ 11″ N, 10° 25′ 58″ O | Böddenstedt 3, Grabhügel     | Hügel mit Durchmesser von 12 Metern und Höhe von noch 1,20 Metern. Die Hügelränder laufen in das umliegende Gelände aus und der südliche Hügelfuß wird etwas von Weg angeschnitten.                                                | 32207335 | BW   |
| 52° 56′ 19″ N, 10° 25′ 56″ O | Böddenstedt 7, Grabhügel     | Markanter Hügel mit Dm. von ca. 22 m und H. von ca. 2 m. | 32206606 | BW   |
| 52° 56′ 44″ N, 10° 25′ 53″ O | Böddenstedt 12, Grabhügel    | Rest eines Grabhügels mit 18 Meter Durchmesser und einer Höhe von 1,10 Metern. Durch Gemarkungsgrenze durchschnitten und im Nord-Süd-Bereich abgetragen, nur noch schmaler Streifen erhalten.                                      | 32207051 | BW   |
| 52° 56′ 25″ N, 10° 26′ 41″ O | Böddenstedt 25, Grabhügel    | Unregelmäßig geformter Hügel mit verbliebenen L. von 7,5 m und H. von 0,6 m. Der nördliche Bereich ist zu 1/3 abgetragen. Der westliche Hügelfuß reicht an Parzellengrenze.                                                        | 32206982 | BW   |
| 52° 56′ 5″ N, 10° 25′ 46″ O  | Böddenstedt 42, Grabhügel    | Stark abgeflachter Hügel mit einem Dm. von 16 m und einer H. von ca. 0,3-0,4 m. Über den östlichen Hügelfuß verläuft eine Fahrspur.                                                                                                | 32207050 | BW   |
| 52° 56′ 40″ N, 10° 26′ 1″ O  | Böddenstedt 45, Grabhügel    | Rundhügel mit einem Dm. von 13,5 m und einer H. von 1 m. Die Hügeloberfläche ist nördlich der Mitte eingesunken und quer über den Hügel verläuft eine Holzrückespur. Der westliche, östliche und südliche Hügelrand ist abgesetzt. | 32204164 | BW   |

### Böddenstedt 14
ID:32206981
9 Grabhügel mit Durchmessern von 7 bis 8 Metern und Höhen von 0,20 bis 0,40 Meter. Im Bereich dieser Grabhügelgruppe auch Reste des Wölbäckersystems FStNr. 22. Bei den Hügeln FStNr. 16 und 18 ist der Grabhügelcharakter fraglich. Die Hügel FStNr. 19, 20 und 21 sind obertägig nicht mehr auffindbar.

| Lage                        | Bezeichnung               | Beschreibung                                                                            | ID       | Bild |
| --------------------------- | ------------------------- | --------------------------------------------------------------------------------------- | -------- | ---- |
| 52° 56′ 38″ N, 10° 26′ 5″ O | Böddenstedt 14, Grabhügel | Grabhügel mit einem Durchmesser von 8,00 Metern und eine Höhe von 0,40 Meter.           | 32207336 | BW   |
| 52° 56′ 39″ N, 10° 26′ 4″ O | Böddenstedt 15, Grabhügel | Flacher Grabhügel mit einem Durchmesser von 7 Metern und einer Höhe von ca. 0,20 Meter. | 32207337 | BW   |
| 52° 56′ 38″ N, 10° 26′ 4″ O | Böddenstedt 17, Grabhügel | Flacher Grabhügel mit einem Durchmesser von 7 Metern und einer Höhe von ca. 0,30 Meter. | 32207470 | BW   |
| 52° 56′ 39″ N, 10° 26′ 2″ O | Böddenstedt 23, Grabhügel | Flacher Grabhügel mit einem Durchmesser von 8 Metern und einer Höhe von ca. 0,2 Meter.  | 32207334 | BW   |

## Holxen
| Lage                         | Bezeichnung          | Beschreibung | ID       | Bild |
| ---------------------------- | -------------------- | --- | -------- | ---- |
| 52° 54′ 12″ N, 10° 28′ 36″ O | Holxen 8, Grabhügel  | Markanter Rundhügel mit einem Dm. von 19 m und einer H. von 1,8 m. Die Hügeloberfläche wird durch mehrere kleine Eingrabungen gestört. Am nördlichen Hügelrand sind Standspuren eines Steinkranzes erkennbar. | 32205125 | BW   |
| 52° 55′ 24″ N, 10° 29′ 40″ O | Holxen 10, Grabhügel | Ovaler Hügel mit einer L. von 18 m in O-W-Richtung, einer Br. von 15 m und einer H. von ca. 1 m. | 32207147 | BW   |
| 52° 55′ 20″ N, 10° 29′ 32″ O | Holxen 12, Grabhügel | Rest eines Rundhügels mit einem Dm. von ca. 11 m und einer H. von bis zu 0,5 m. Der Hügel macht einen gestörten Gesamteindruck.                                                                               | 32207300 | BW   |
| 52° 55′ 25″ N, 10° 29′ 6″ O  | Holxen 17, Grabhügel | Flach gewölbter Rundhügel mit einem Durchmesser von ca. 11 Meter und einer Höhe von ca. 0,40 Meter. | 32208695 | BW   |
| 52° 55′ 24″ N, 10° 29′ 3″ O  | Holxen 18, Grabhügel | | 32207472 | BW   |
| 52° 55′ 25″ N, 10° 29′ 4″ O  | Holxen 19, Grabhügel | Flach gewölbter Rundhügel mit einem Durchmesser von ca. 12 Meter und einer Höhe von ca. 0,80 Meter. | 32207849 | BW   |

## Suderburg
| Lage                         | Bezeichnung             | Beschreibung | ID       | Bild |
| ---------------------------- | ----------------------- | --- | -------- | ---- |
| 52° 53′ 36″ N, 10° 27′ 8″ O  | Suderburg 12, Burg      | Nach allgemeiner Ansicht zeigt der aus Feldsteinen errichtete Rundturm der Kirche St. Remigius zumindest die Stelle der Burg an. Möglicherweise war er ursprünglich auch Bestandteil der Burg. Sein Durchmesser beträgt 7,60 m. Er berührt die Westseite des Kirchenschiffs, ohne mit diesem verbunden zu sein. Seine Stellung zum vorangegangenen Kirchenbau ist aber unklar. Der Kirchplatz bildet ein gegenüber der Umgebung erhöhtes Areal, das mit Lesesteinen eingefasst ist. Ob seine heutige spitzovale Form den Burggrundriss ungefähr widerspiegelt, ist ungeklärt. | 32204007 |      |
| 52° 52′ 54″ N, 10° 30′ 5″ O  | Suderburg 24, Grabhügel | Hügel mit Dm. von 13 m und H. von 0,5 m. Der Hügel macht gestörten Gesamteindruck. | 32205624 | BW   |
| 52° 52′ 17″ N, 10° 30′ 16″ O | Suderburg 32, Grabhügel | Rundhügel mit Durchmesser von ca. 15 m und Höhe von ca. 0,80 m, im Osten von Grenzgraben angeschnitten. | 32207301 | BW   |
| 52° 51′ 44″ N, 10° 30′ 11″ O | Suderburg 35, Grabhügel | Kräftig gewölbter Rundhügel mit Dm. von ca. 28 m und H. von 2 m. Der Hügel ist in guten Erhaltungszustand. | 32209327 | BW   |
| 52° 52′ 28″ N, 10° 30′ 2″ O  | Suderburg 36, Grabhügel | Hügel mit Dm. von 18 m und H. von bis zu 0,7 m. Der Hügel wird von schwachen Pflanzungsfurchen überzogen. | 32209833 | BW   |
| 52° 54′ 26″ N, 10° 24′ 17″ O | Suderburg 44, Grabhügel | Gleichmäßiger, flach gewölbter Grabhügel mit Dm. von 15 m und H. von 0,7 m. | 32206068 | BW   |

### Suderburg 1
ID:32205623

| Lage                         | Bezeichnung             | Beschreibung                                                                                                   | ID       | Bild |
| ---------------------------- | ----------------------- | --- | -------- | ---- |
| 52° 52′ 39″ N, 10° 30′ 32″ O | Suderburg 2, Grabhügel  | | 32207471 | BW   |
| 52° 52′ 41″ N, 10° 30′ 31″ O | Suderburg 3, Grabhügel  | Flache, kuppige Erhebung mit Durchmesser von ca. 21 × 17 Meter und Höhe von ca. 1 Meter.                       | 32207850 | BW   |
| 52° 52′ 40″ N, 10° 30′ 30″ O | Suderburg 4, Grabhügel  | Flache, kuppige Erhebung mit Durchmesser von ca. 10 Meter und Höhe von ca. 0,60 Meter.                         | 32207851 | BW   |
| 52° 52′ 42″ N, 10° 30′ 29″ O | Suderburg 5, Grabhügel  | Flacher, kuppiger Rundhügel mit Dm. von 13 m und H. von 0,4 m. Südlich des Hügels schließt eine Bodensenke an. | 32208098 | BW   |
| 52° 52′ 44″ N, 10° 30′ 29″ O | Suderburg 6, Grabhügel  | Flache, kuppige Erhebung mit Durchmesser von ca. 9 Meter und Höhe von ca. 0,20 Meter.                          | 32208099 | BW   |
| 52° 52′ 44″ N, 10° 30′ 30″ O | Suderburg 7, Grabhügel  | | 32208100 | BW   |
| 52° 52′ 45″ N, 10° 30′ 30″ O | Suderburg 8, Grabhügel  | Flache, linsenartige Erhebung mit Durchmesser von ca. 11 Meter und Höhe von ca. 0,60 Meter.                    | 32208211 | BW   |
| 52° 52′ 43″ N, 10° 30′ 30″ O | Suderburg 49, Grabhügel | Zum Teil auslaufender Hügel mit Durchmesser von ca. 15 Meter und Höhe von bis zu 0,6 Meter.                    | 32208212 | BW   |